# Dimitroff-Bataillon

Flagge der Interbrigaden

Das Dimitroff-Bataillon war ein Bataillon der Internationalen Brigaden im Spanischen Bürgerkrieg. Es war nach dem bulgarischen Kommunisten Georgi Dimitroff benannt. Ein Befehlshaber des Bataillons war Josip Broz (Pseudonym Tschapajew), der spätere jugoslawische Staatspräsident Tito.
Im Dezember 1936 wurde aus 800 Milizionären aus dem Balkan und griechischen Verbannten das 18. Bataillon formiert, darunter waren etwa 400 Bulgaren, 160 Griechen und 25 Jugoslawen.
Die Aufstellung des Dimitroff-Bataillons erfolgte im Dezember 1936 in Albacete, dem zentralen Stützpunkt und Ausbildungslager der Internationalen Brigaden. Das Bataillon wurde Teil der XIII. Internationalen Brigade. Es erhielt die Bezeichnung No 18. Am 31. Januar 1937 wurde es zudem Teil der XV. Internationalen Brigade mit dem englischen Saklatvala-Bataillon und dem französisch-belgischen Louise-Michel-Bataillon. Die XV. Internationale Brigade erhielt später den Ehrennamen „Abraham Lincoln“. Der Kommandeur der Brigade war General Gal (János Gálicz). Stabschef war George Nathan.

## Schlacht am Jarama
Am 11. November 1936 traf die in Albacete formierte XV. Internationale Brigade in Madrid ein und kämpfte in der Schlacht am Jarama. Die XV. Internationale Brigade rückte zu Beginn der Schlacht über durchweichte Olivenhaine vor, um die Nationalisten im Bereich der Straße von Morata de Tajuña nach San Martín de la Vega anzugreifen. Während der Schlacht erlitt das Bataillon extrem hohe Verluste, so auch die anderen Bataillone der XV. Internationalen Brigade.
Am 20. September 1937 wurde das Dimitroff-Bataillon der 45. Division zugeteilt, einer Reserveeinheit der Internationalen Brigaden. Das Bataillon wurde rekonstruiert und am 13. Februar 1938 Teil der neu gebildeten 129. Brigade, die vornehmlich aus mitteleuropäischen Brigadisten formiert wurde. Kommandant wurde Waclaw Womar, der ehemalige Bataillonskommandeur des Dąbrowski-Bataillons der XIII. Internationalen Brigade. Die 129. Brigade bestand aus 5 Bataillonen, dem Dimitroff-Bataillon, dem Masaryk-Bataillon, dem Djakovic-Bataillon und zwei spanischen Bataillonen. Das Dimitroff-Bataillon blieb bei der 129. Brigade bis zur Demobilisierung der Brigade am 5. Oktober 1938. Ihr letzter Kommandant war Josef Pavel, später tschechischer Minister während des Prager Frühlings im Jahr 1968.
Das Bataillon wurde am 5. Oktober 1938 aufgelöst.

## Einheiten des Dimitroff-Bataillons
Griechische Sektion Rigas Fereosa